# Flamländska cykelveckan
Flamländska cykelveckan, på flamländska Vlaamse Wielerweek (även Vlaamse veertiendaagse, "Flamländska fjortondagars")) är en serie på fem endags cykellopp i Flandern i Belgien under tolv dagar kring månadsskiftet mars/april. Upplägget har skiftat - från 2018 gäller:
- Dag 1, onsdag: Driedaagse Brugge-De Panne (tidigare tredagars etapplopp, sedan 2018 endagslopp)
- Dag 3, fredag: E3 BinckBank Classic
- Dag 5, söndag: Gent–Wevelgem
- Dag 8, onsdag: Dwars door Vlaanderen (tidigare ett tvådagars etapplopp, sedan 1965 endagslopp)
- Dag 12, söndag: Flandern runt

Fram till och med 2009 ingick Brabantse Pijl ("Brabantska pilen") i "cykelveckan" i stället för Gent-Wevelgen, men "Pilen" flyttades 2010 till onsdagen mellan Paris-Roubaix och Amstel Gold Race och Gent-Wevelgem övertog dess plats i kalendern och därmed i cykelveckan (medan Scheldeprijs i sin tur fick överta Gent-Wevelgems plats). Tävlingdatumen ändrades av logistiska skäl av den år 2009 bildade samarbetsorganisationen Flanders Classics.
2018 bytte Driedaagse Brugge-De Panne och Dwars door Vlaanderen plats i kalendern, samtidigt som det förstnämnda loppet gjordes om till ett endagslopp.